# گوراوینو
گوراوینو (به لاتین: Gorawino) یک روستا در لهستان است که در گمینا رمانگ واقع شده‌است. گوراوینو ۷۲۰ نفر جمعیت دارد.